# Nuriye Ulviye Mevlan Civelek
Nuriye Ulviye Mevlan Civelek właśc. Nuriye Ulviye Yediç (ur. 1893 we wsi Hacıvelioba, zm. 9 kwietnia 1964 w Kırıkhanie) – turecka dziennikarka, działaczka feministyczna.

## Życiorys
Była córką rolnika Mahmuta Yediça, pochodzącego z Północnego Kaukazu i Safiye Hanım. Z powodu kłopotów finansowych rodzina zdecydowała się wysłać córkę w wieku 6 lat do Pałacu Yıldız, gdzie w sułtańskim haremie miała się uczyć zasad dobrego wychowania. Tam też była nazywana Nuriye Ulviye. Zgodnie ze zwyczajem wyszła za mąż w wieku 13 lat za Hulusi Beja, spokrewnionego z rodziną sułtana Abdülhamida II. Wkrótce po zawarciu związku małżeńskiego została wdową. Dzięki majątkowi, odziedziczonemu po zmarłym mężu Nuriye w 1913 założyła czasopismo Kadınlar Dünyası (Świat Kobiet). Początkowo był to dziennik, ale z czasem przekształcił się w tygodnik, od 1913 był wydawany także w wersji francuskojęzycznej. W składzie redakcji były same kobiety. Na łamach czasopisma występowała jako Nuriye Ulviye i Ulviye Mevlan. Nazwisko Mevlan przyjęła po drugim mężu - Rıfacie Mevlanie, dziennikarzu i polityku.
W maju 1913 z jej inicjatywy powstało Osmańskie Stowarzyszenie Obrony Praw Kobiet (Osmanlı Müdâfaa-i Hukuk-ı Nisvan Cemiyeti), którego celem była promocja edukacji dla kobiet, wspieranie ich na rynku pracy, a także zniesienie ograniczeń religijnych dotyczących stroju kobiecego. Mimo że założycielki organizacji były muzułmankami, w jej szeregach znalazły się także kobiety wywodzące się z mniejszości wyznaniowych, a także dziennikarki-cudzoziemki. W 1913, z inicjatywy stowarzyszenia organizowano uniwersyteckie kursy dla kobiet w Stambule.
Czasopismem Świat Kobiet Mevlan kierowała do 1921. W 1923 jej mąż został deportowany z Turcji za wspieranie idei kurdyjskiej niepodległości. W 1927 Mevlan rozwiodła się z nim, a cztery lata później wyszła za mąż po raz trzeci - za studenta medycyny Alego Muharrema Civeleka, przyjmując jego nazwisko. Z czasem małżeństwo wyprowadziło się ze Stambułu i przeniosło do Kırıkhanu. Tam też Nuriye Civelek zmarła w 1964 i została pochowana w Antiochii.

## Pamięć
Po śmierci Nuriye Civelek, jej imieniem nazwano bibliotekę publiczną, którą założył jej mąż. Imię tureckiej feministki nosi także jedna z ulic w Kırıkhanie. W 1967 na cmentarzu, gdzie została pochowana umieszczono tablicę pamiątkową, jej poświęconą.